# Guys Make Wonder
《Guys Make Wonder》는 2011년에 XTM에서 방송된 민간 제주 홍보대사 선발 프로그램이다.